# Największe przeboje (album Violetty Villas)
Największe przeboje - album LP Violetty Villas z 1987 roku wydany w nakładzie 15.000 egzemplarzy.

## Spis utworów
Strona A
1. Szesnaście lat (R. Sielicki - M. Łebkowski, S. Werner) 3'00
2. Szczęścia nie szukaj daleko (J. Wasowski - J. Miller) 3'05
3. Do Ciebie mamo (A. Skorupka - M. Łebkowski, S. Werner) 4'20
4. Dla Ciebie miły (R. Sielicki - M. Łebkowski) 3'30
5. Marianna Ruda (A. Markiewicz - B. Choiński, J. Gałkowski) 3'20
6. Czterdzieści kasztanów (S. Musiałowski - B. Choiński, J. Gałkowski) 3'00

Strona B
1. Przyjdzie na to czas (Al Legro - K. Winkler) 3'20
2. Spójrz prosto w oczy (W. Piętowski - K. Winkler) 4'30
3. Sosna z mego snu (A. Januszko - T. Urgacz) 3'05
4. Wszędzie, gdzie ty (A. Januszko - T. Urgacz) 5'25
5. Dzikuska (L. Bogdanowicz - A. Osiecka) 3'05